# پاتریک پاریزون
پاتریک پاریزون (فرانسوی: Patrick Parizon‎؛ زادهٔ ۳ ژوئن ۱۹۵۰) بازیکن و مربی سابق فوتبال اهل فرانسه است.
از باشگاه‌هایی که در آن بازی کرده‌است می‌توان به باشگاه فوتبال لیل، باشگاه فوتبال سوشو، باشگاه فوتبال سن-اتین، باشگاه فوتبال تروا و باشگاه فوتبال استاد برستوا ۲۹ اشاره کرد.
وی همچنین در تیم ملی فوتبال فرانسه بازی کرده‌است.